# Сорокин, Василий Васильевич (спортсмен)
Василий Васильевич Сорокин (9 июня 1927, Максимовская, Красноборский район, Северо-Двинская губерния, СССР, — 30 сентября 2020, Москва, Россия) — советский стрелок, тренер, полковник милиции.

## Биография
Родился в крестьянской семье.
В 17 лет был призван на службу в войска НКВД. С 3 февраля по 9 мая 1945 года — наводчик зенитного орудия 31-го отдельного дивизиона бронепоездов войск НКВД.
Во время службы начал заниматься стрелковым спортом. Выступал за «Динамо» (Москва).
Мастер спорта СССР.
Пятикратный чемпион СССР лично и в составе команды (1950—1958), серебряный призер чемпионата СССР 1951 года.
В 1952 году окончил курсы младших офицеров в Саратовском военном училище и стал педагогом по военной подготовке.
Чемпион Европы 1955 года в командном зачете и серебряный призер в личном зачете.
В 1956 году участвовал в летних Олимпийских играх.
В 1958 году стал серебряным призером чемпионата мира в командном зачете. В следующем году стал серебряным призером чемпионата Европы в командном зачете.
В 1962 году окончил Высшую школу МВД СССР. Работал в ней преподавателем и старшим преподавателем огневой подготовки. Как педагог и тренер подготовил и воспитал трех мастеров спорта СССР, 15 кандидатов в мастера спорта, 89 спортсменов 1-го разряда по пулевой стрельбе.
Похоронен на Перепечинском кладбище.